# Mark Draper (Fußballspieler)
Mark Andrew Draper (* 11. November 1970 in Long Eaton) ist ein ehemaliger englischer Fußballspieler. Als Mittelfeldspieler und zumeist Spielmacher war er in den 1990er-Jahren in der Premier League für Leicester City, Aston Villa und den FC Southampton aktiv. Größter Erfolg war für ihn im Jahr 1996 der Gewinn des Ligapokals mit den „Villans“.

## Sportlicher Werdegang
Draper wurde in der Nachwuchsabteilung von Notts County ausgebildet und debütierte im Dezember 1988 in der ersten Mannschaft des damaligen Drittligisten. In der folgenden Saison 1989/90 trug er maßgeblich mit 34 Ligaeinsätzen dazu bei, dass sich der Klub mit Rang 3 für die Aufstiegsplayoffs qualifiziert. Am 2:0-Finalerfolg gegen die Tranmere Rovers, der Notts County den Zweitligaaufstieg bescherte, war Draper jedoch nicht beteiligt. Als dem Klub im Folgejahr überraschend der Durchmarsch in die höchste englische Spielklasse gelang – erneut über die Playoffs – hatte sich Draper unter dem Erfolgstrainer Neil Warnock bereits zu einem Schlüsselspieler entwickelt und nur eine von 46 Zweitligapartien verpasst. Erneut wurde das Finale erfolgreich gestaltet und Draper stand in der Startelf, die Brighton & Hove Albion mit 3:1 besiegte. Damit galt er als eines der größten Talente und neben seinem Status als Erstligastammspieler in der Saison 1991/92 kam er im Jahr 1991 zu drei U-21-Länderspielen für England. Trotz des Abstiegs von Notts County nach Ablauf der Spielzeit 1991/92 blieb er dem Klub zwei weitere Jahre in der Zweitklassigkeit erhalten, bevor er im Juli 1994 nach knapp verpasster erneuter Qualifikation für die Playoffs für 1,25 Millionen Pfund zum Erstligaaufsteiger Leicester City unter Trainer Brian Little wechselte.
Die Ablösesumme für den „Rechtsfuß“ bedeute damals einen neuen Vereinsrekord für Leicester City. Trotz des von Anfang an bestehenden Kampfs um den Klassenerhalt sorgte Draper mit einigen herausragenden Leistungen für gelegentliche Stabilität im Mittelfeld. Nach dem Trainerwechsel zu Mark McGhee interpretierte er seine Rolle dort offensiver und erhöhte damit seine Torgefährlichkeit. Letztlich konnte der Abstieg aber nicht abgewendet werden. So folgte er im Juli 1995 seinem Ex-Trainer Little für 3,25 Millionen Pfund zu Aston Villa und blieb damit der Premier League erhalten. Trotz des Abstiegs war er in dieser Zeit von Englands Nationaltrainer Terry Venables für die englische A-Nationalmannschaft nominiert worden; zu einem Länderspieleinsatz kam es jedoch (wie auch später unter Glenn Hoddle) nie.
In den folgenden vier Spielzeiten bis 1999 war der passstarke Draper eine wichtige Säule und Spielmacher der „Villans“. Er führte sich am ersten Spieltag der Saison 1995/96 beim 3:1-Sieg gegen das favorisierte Manchester United mit einem Tor ein und wurde schnell zu einem Publikumsliebling in einer Mannschaft, die am Ende nicht nur den vierten Ligaplatz erreichte und das Halbfinale im FA Cup erreichte. Größter Erfolg war im selben Jahr der Gewinn des Ligapokals nach einem deutlichen 3:0-Finalsieg gegen Leeds United. In der folgenden Spielzeit 1996/97 erhöhte sich Drapers Konkurrenzsituation mit der Verpflichtung des Serben Saša Ćurčić (für die neue Rekordsumme von 4 Millionen Pfund), die sich noch durch seine Hinausstellung bei 3:4 gegen Newcastle United verschärfte. Letztlich wies Draper aber mehr Einsätze als Ćurčić auf und so blieb er auch trotz eines Starts mit vier Niederlagen in die Saison 1997/98 auf seiner Position „gesetzt“ – über eine gute Rückrunde qualifizierte sich Aston Villa noch für den UEFA-Pokal. Im Verlauf der Spielzeit 1998/99 nahmen Drapers verletzungsbedingte Zwangspausen zu und eine schwerwiegende Knöchelverletzung musste operiert werden. Obwohl er kurz darauf sein Comeback gab, verlor er zu Beginn der Spielzeit 1999/2000 seinen Stammplatz und bestritt nur noch eine Ligapartie, bevor er auf Leihbasis ab Januar 2000 beim spanischen Erstligaaufsteiger Rayo Vallecano aushalf.
Nächste Station war ab Juli 2000 mit dem FC Southampton ein weiterer Verein aus der Premier League. Die Ablösesumme betrug 1,5 Millionen Pfund und unter dem Trainer Glenn Hoddle stand Draper in den ersten fünf Ligapartien der Saison 2000/01 jeweils in der Startelf. Dazu war er nach dem Jahreswechsel Teil der Mannschaft, die sieben Premier-League-Partien in Serie ohne Gegentor überstand (dabei fünf Siege) und hierbei das entscheidende 1:0 zum Sieg beim FC Middlesbrough schoss. Nach Hoddles Wechsel zu Tottenham Hotspur erhielt Draper noch gelegentliche Bewährungschancen, stand aber in der folgenden Spielzeit 2001/02 nur noch einmal in der Startelf (beim 0:2 gegen West Ham United). Unter dem neuen Cheftrainer Gordon Strachan blieb Draper danach komplett unberücksichtigt, was neben einer schwachen Form maßgeblich an einer ernsthaften Knieverletzung lag. Von dieser konnte er nie vollständig genesen und so zog er sich vom aktiven Profisport zurück.
Später blieb Draper dem Fußball in diversen Rollen erhalten. Er kehrte 2009 zu seinem Ex-Klub Notts County zurück und arbeitete dort als Zeugwart. Für den in Nottingham ansässigen Klub Dunkirk FC stand er im selben Jahr auch noch selbst einmal auf dem Feld. Kleinere Aufgaben als Trainer nahm er in der Region Nottinghamshire für den Radford FC und Arnold Town wahr. Dazu arbeitete er mehrere Jahre in der Jugendakademie von Stoke City und eröffnete dann mit seinem Ex-Mitspieler David Norton eine eigene Fußballschule.

## Titel/Auszeichnungen
- Englischer Ligapokal (1): 1996
- PFA Team of the Year (1): Saison 1993/94 (2. Liga)